# Акопян, Борис Хачатурович
Борис Хачатурович Акопян — советский хозяйственный и политический деятель.

## Биография
Родился в 1923 году в селе Кёрпалу (с 1935 года - Аршалуйс). Член КПСС.
Участник Великой Отечественной войны: командир отделения противотанковых ружей роты ПТР 154-го отдельного истребительно-противотанкового дивизиона
В 1946—1983 гг. — бригадир овощеводческой бригады № 2 колхоза села Аршалуйс Эчмиадзинского района Армянской ССР.
Избирался депутатом Верховного Совета СССР 8-го созыва.
Умер после 1985 года.

## Награды
- Орден Отечественной войны II степени (14.05.1945, 06.04.1985)
- Орден Трудового Красного Знамени (10.12.1973[3])
- Орден Красной Звезды (19.05.1944)
- Орден Славы III степени (25.03.1945)
- Медаль «За отвагу»